# Nova Hollywood
A Nova Hollywood, também chamada de Hollywood pós-clássica e, às vezes, American New Wave, refere-se a um movimento cinematográfico estadunidense que renovou significativamente a produção técnica e estética da indústria de cinema dos Estados Unidos na década de 1970, após vivenciar uma profunda crise econômica e de paradigmas na primeira metade dos anos 1960.
Distinto das propostas estéticas e das condições de produção de estúdio estabelecidas nas gerações anteriores da chamada "era de ouro de Hollywood", embora também tivesse sido influenciado por esse, o cinema autoral da Nova Hollywood procurou se inspirar no cinema de vanguarda europeu da década de 1960 e dialogar direta ou indiretamente com contexto político de sua época, cujas temáticas principais eram a defesa da contracultura, da igualdade racial, da liberalização de costumes e do pacifismo, produzindo uma geração de cineastas libertos do controle dos grandes estúdios e com um olhar mais crítico e incisivo sobre a sociedade estadunidense.
Influenciados por John Cassavetes, Robert Mulligan, Arthur Penn, Robert Aldrich, Sam Peckinpah e Don Siegel, a nova geração formada por jovens cineastas como Martin Scorsese, Francis Ford Coppola, Peter Bogdanovich, Michael Cimino, Paul Schrader, George Lucas, Steven Spielberg e Brian De Palma ganhou notoriedade, ao assumir um protagonismo como diretores autorais e influenciar os tipos de filmes realizados, a sua produção e distribuição e seu relacionamento com os grandes estúdios.
Embora não haja consenso entre a crítica especializada sobre a periodização da Nova Hollywood
, costuma-se atribuir o ano de 1967 como o início do movimento, quando foi lançado o aclamado Bonnie e Clyde, de Arthur Penn, e o seu ocaso em 1980, com o fracassado Heaven's Gate, de Michael Cimino, que provocou a falência da United Artists. Já o seu ápice teria ocorrido em 1972, quando foram lançados The Godfather e What's Up, Doc?, dois dos mais populares títulos do movimento.

## História
Após o caso United States v. Paramount Pictures, Inc. (que encerrou as reservas em bloco e a propriedade de cadeias de cinemas por estúdios de cinema) e o advento da televisão, que enfraqueceram gravemente o sistema de estúdio tradicional, os estúdios de Hollywood inicialmente usaram o espetáculo para manter a lucratividade. Technicolor desenvolveu um uso muito mais difundido, enquanto processos widescreen e melhorias técnicas, como CinemaScope, som estéreo e outros, como 3-D, foram inventados para reter a audiência cada vez menor e competir com a televisão. No entanto, eles geralmente não tiveram sucesso em aumentar os lucros. Em 1957, a revista Life revista chamou a década de 1950 de "a década horrível" para Hollywood.
Os anos 1950 e o início dos anos 1960 viram uma Hollywood dominada por musicais, épicos históricos e outros filmes que se beneficiaram das telas maiores, enquadramento mais amplo e som aprimorado. Portanto, já em 1957, a época foi apelidada de "Nova Hollywood". No entanto, a participação do público continuou a diminuir e atingiu níveis alarmantemente baixos em meados da década de 1960. Vários fracassos caros, incluindo Tora! Tora! Tora! e Hello, Dolly!, e as tentativas fracassadas de replicar o sucesso de The Sound of Music, colocaram grande pressão sobre os estúdios.
Na época em que a geração baby boomer estava amadurecendo na década de 1960, a "Velha Hollywood" estava perdendo dinheiro rapidamente; os estúdios não tinham certeza de como reagir às mudanças demográficas do público. A mudança no mercado durante o período foi de um público de meia-idade com ensino médio em meados da década de 1960 para um grupo demográfico mais jovem e rico com ensino superior: em meados da década de 1970, 76% de todos os cinéfilos tinham menos de 30 anos, 64% dos quais tinham feito faculdade. Filmes europeus, de arte e comerciais (especialmente a Commedia all'italiana, a Nouvelle vague, o Spaghetti western) e o cinema japonês e stavam fazendo um respingo no Estados Unidos — o enorme mercado de jovens descontentes parecia encontrar relevância e significado artística em filmes como Blowup de Michelangelo Antonioni, com sua estrutura narrativa oblíqua e nudez feminina full-frontal.
O desespero sentido pelos estúdios durante esse período de retração econômica, e após as perdas com os caros fracassos do cinema, levou à inovação e à tomada de riscos, permitindo maior controle por diretores e produtores mais jovens Portanto, na tentativa de capturar aquele público que encontrou uma conexão com os "filmes de arte" da Europa, os estúdios contrataram uma série de jovens cineastas (alguns dos quais foram orientados por Roger Corman) e lhes permitiram fazer seus filmes com relativamente pouco controle de estúdio. Isso, junto com a quebra do Código de Produção em 1966 e o novo sistema de classificação em 1968 (refletindo a crescente segmentação do mercado), definiu o cenário para Nova Hollywood.

### Bonnie and Clyde
Um filme que definiu a geração da Nova Hollywood foi Bonnie and Clyde (1967).
Produzido e estrelado por Warren Beatty e dirigido por Arthur Penn, sua combinação de violência gráfica e humor, bem como seu tema de juventude glamorosa e insatisfeita, fez sucesso com o público. O filme ganhou o Oscar de Melhor Atriz Coadjuvante (Estelle Parsons) e Melhor Fotografia.
Seu retrato da violência e ambigüidade em relação aos valores morais, e seu final surpreendente, dividiu os críticos. Após uma das críticas negativas, a revista Time recebeu cartas de fãs do filme e, de acordo com o jornalista Peter Biskind, o impacto da crítica Pauline Kael em sua crítica positiva do filme (outubro de 1967, New Yorker) levou outros críticos a segui-la conduzir e reavaliar o filme (notavelmente Newsweek e Time). Kael chamou a atenção para a inocência dos personagens do filme e o mérito artístico do contraste disso com a violência do filme: “Em certo sentido, é a ausência de sadismo - é a violência sem sadismo - que joga o audiência desequilibrada em Bonnie and Clyde. A brutalidade que surge dessa inocência é muito mais chocante do que as brutalidades calculadas de assassinos cruéis. "Kael também observou a reação do público ao clímax violento do filme e o potencial de empatia com a gangue de criminosos em termos de sua ingenuidade e inocência, refletindo uma mudança nas expectativas do cinema americano.
Matéria de capa da revista Time em dezembro de 1967, celebrou o filme e a inovação no cinema New Wave americano. Este influente artigo de Stefan Kanfer afirmou que Bonnie and Clyde representavam um "Novo Cinema" por meio de suas linhas de gênero borradas e desconsiderando aspectos respeitados da trama e da motivação, e que "Tanto na concepção quanto na execução, Bonnie and Clyde são um divisor de águas, o tipo que sinaliza um novo estilo, uma nova tendência." Biskind afirma que esta revisão e reviravolta por alguns críticos permitiu que o filme fosse relançado, provando assim seu sucesso comercial e refletindo a mudança para Nova Hollywood. O impacto deste filme é importante para entender o resto da New Wave americana, bem como as condições que foram necessárias para isso.
Esses sucessos iniciais pavimentaram o caminho para o estúdio abrir mão do controle quase total para esses jovens cineastas inovadores. Em meados da década de 1970, filmes originais idiossincráticos e surpreendentes, como Paper Moon, Dog Day Afternoon, Chinatown e Taxi Driver, entre outros, tiveram enorme sucesso comercial e de crítica. Esses sucessos dos membros da Nova Hollywood levaram cada um deles a fazer exigências cada vez mais extravagantes, tanto no estúdio como, eventualmente, no público.

## Características
Essa nova geração de cineastas de Hollywood era o mais importante, do ponto de vista dos estúdios, jovem, portanto capaz de atingir o público jovem que estavam perdendo. Este grupo de jovens cineastas — atores, escritores e diretores — apelidado de "Nova Hollywood" pela imprensa, mudou brevemente o negócio do sistema de Hollywood dirigido por produtores do passado.
Todd Berliner escreveu sobre as práticas narrativas incomuns do período. A década de 1970, diz Berliner, marca a transformação formal mais significativa de Hollywood desde a conversão para o filme sonoro e é o período definidor que separa os modos de contar histórias da era do estúdio e da Hollywood contemporânea. Os novos filmes de Hollywood se desviam das normas narrativas clássicas mais do que os filmes de Hollywood de qualquer outra era ou movimento. Seus dispositivos narrativos e estilísticos ameaçam inviabilizar uma narração direta. Berliner argumenta que cinco princípios governam as estratégias narrativas características dos filmes de Hollywood dos anos 1970:
- Os filmes dos anos setenta mostram uma tendência perversa de integrar, de maneiras incidentais, narrativas, informações de história e dispositivos estilísticos contraproducentes para os propósitos narrativos evidentes e essenciais dos filmes.
- Os cineastas de Hollywood dos anos 1970 muitas vezes situam suas práticas cinematográficas entre as da Hollywood clássica e as do cinema de arte europeu e asiático.
- Os filmes dos anos setenta provocam respostas do espectador mais incertas e desconfortáveis do que as do cinema mais típico de Hollywood.
- As narrativas dos anos 1970 colocam uma ênfase incomum na indecisão, especialmente no momento do clímax ou nos epílogos, quando os filmes mais convencionais de Hollywood se ocupam em amarrar pontas soltas.
- O cinema dos anos setenta atrapalha a linearidade e o ímpeto da narrativa e esgota seu potencial para gerar suspense e emoção.[20]

Thomas Schatz aponta para outra diferença com a Idade de Ouro de Hollywood, que trata da relação entre personagens e enredo. Ele argumenta que o enredo nos filmes clássicos de Hollywood (e em alguns dos filmes anteriores da Nova Hollywood, como The Godfather) "tendia a emergir mais organicamente em função dos impulsos, desejos, motivações e objetivos dos personagens centrais". No entanto, a partir de meados da década de 1970, ele aponta para uma tendência de que "personagens se tornam funções de enredo".
Durante o auge do sistema de estúdio, os filmes eram feitos quase que exclusivamente em estúdios isolados. O conteúdo dos filmes era limitado pelo Código de Produção Cinematográfica e, embora os cineastas da era dourada encontrassem brechas em suas regras, a discussão de mais conteúdo tabu por meio do filme foi efetivamente evitada. A mudança em direção a um "novo realismo" foi possível quando o sistema de classificação de filmes da Motion Picture Association of America foi introduzido e a filmagem em locações se tornou mais viável.
Por causa dos avanços na tecnologia de filme (por exemplo, a câmera Panavision Panaflex, lançada em 1972), os cineastas da Nova Hollywood puderam filmar filmes de 35 mm em exteriores com relativa facilidade. Como a filmagem em locações era mais barata (não é necessário construir conjuntos), os cineastas da Nova Hollywood rapidamente desenvolveram o gosto pela filmagem em locações, resultando em uma abordagem mais naturalista da filmagem, especialmente quando comparada à abordagem estilizada dos musicais clássicos de Hollywood e espetáculos feitos para competir com televisão durante os anos 1950 e início dos anos 1960.
No entanto, na edição de Nova Hollywood, os cineastas aderiram ao realismo de maneira mais liberal do que a maioria de seus predecessores clássicos de Hollywood, muitas vezes usando a edição para fins artísticos e não apenas para a continuidade, uma prática inspirada por filmes de arte europeus e diretores clássicos de Hollywood, como D. W. Griffith e Alfred Hitchcock. Filmes com edição não ortodoxa incluíram o uso da edição de Easy Rider para prenunciar o clímax do filme, bem como os usos mais sutis, tais como a edição para refletir o sentimento de frustração em Bonnie and Clyde e da subjetividade do protagonista de The Graduate.
O fim do código de produção permitiu que os filmes da Nova Hollywood apresentassem temas políticos antiestabelecidos, o uso de música rock e a liberdade sexual considerada "contra-cultural" pelos estúdios. O movimento jovem da década de 1960 transformou anti-heróis como Bonnie and Clyde e Cool Hand Luke em ídolos da cultura pop, e a revista Life chamou os personagens de Easy Rider de "parte do mito fundamental central para a contracultura do final dos anos 1960." Easy Rider também afetou a forma como os estúdios procuravam atingir o mercado jovem. O sucesso de Midnight Cowboy, apesar da classificação X, evidenciou o interesse por temas polêmicos à época e também evidenciou a fragilidade do sistema de classificação e segmentação de público.

## Interpretações sobre a definição do movimento
Para Peter Biskind, a nova onda foi prenunciada por Bonnie and Clyde e começou para valer com Easy Rider. O livro Easy Riders, Raging Bulls de Biskind argumenta que o movimento de Nova Hollywood marcou uma mudança significativa em direção a trabalhos inovadores e produzidos de forma independente por uma nova onda de diretores, mas que essa mudança começou a se reverter quando o sucesso comercial de Jaws e Star Wars levou ao realização pelos estúdios da importância dos sucessos de bilheteria, da publicidade e do controle da produção.
Escrevendo em 1968, a crítica Pauline Kael argumentou que a importância de The Graduate estava em seu significado social em relação a um novo público jovem e no papel da mídia de massa, ao invés de quaisquer aspectos artísticos. Kael argumentou que os estudantes universitários que se identificavam com The Graduate não eram muito diferentes do público que se identificava com personagens de dramas da década anterior.
John Belton aponta para a mudança demográfica para públicos ainda mais jovens e conservadores em meados dos anos 1970 (50% com idade entre 12 e 20 anos) e a mudança para temas menos politicamente subversivos no cinema convencional, assim como Thomas Schatz, que viu da metade para o fim da década de 1970 como o declínio do movimento do cinema de arte como uma força significativa da indústria com seu pico em 1974-1975 com Nashville e Chinatown.
Geoff King vê o período como um movimento provisório no cinema americano onde uma conjunção de forças levou a uma medida de liberdade na produção cinematográfica, enquanto Todd Berliner afirma que o cinema dos anos setenta resiste à eficiência e harmonia que normalmente caracterizam o cinema clássico de Hollywood e testa os limites do modelo clássico de Hollywood.
Segundo o autor e crítico de cinema Charles Taylor (Opening Wednesday at a Theater or Drive-In Near You), ele afirmou que "os anos 1970 continuam sendo o terceiro - e, até agora, o último - grande período do cinema americano".

## Crítica
Nova Hollywood não ficou sem críticas, como em um artigo do Los Angeles Times, a crítica de cinema Manohla Dargis descreveu como a "era alegre" da produção cinematográfica da década que "foi menos revolução do que os negócios normais, com exagero rebelde". Ela também apontou em seu artigo no NY Times, seus entusiastas insistindo que era "quando os filmes americanos cresceram (ou pelo menos estrelaram atrizes malvestidas); quando os diretores faziam o que queriam (ou pelo menos eram transformados em marcas); quando a criatividade imperava (ou pelo menos correu gloriosamente enlouquecido, embora muitas vezes com o dinheiro do estúdio)."
Esta era do cinema americano também foi criticada por sua excessiva decadência.

## Legado
Os filmes de Steven Spielberg, Brian De Palma, Martin Scorsese e Francis Ford Coppola influenciaram os filmes do gênero Poliziotteschi na Itália e uma década depois o movimento Cinéma du look na França.

## Lista de figuras selecionadas importantes e notáveis do movimento

### Atores
- Woody Allen[38]
- René Auberjonois[39]
- Ned Beatty[40]
- Warren Beatty[41]
- Candice Bergen[38]
- Karen Black[42]
- Timothy Bottoms[38]
- Peter Boyle[42]
- Beau Bridges[43]
- Jeff Bridges[38]
- Mel Brooks[44]
- Geneviève Bujold[38]
- Ellen Burstyn[38]
- James Caan[38]
- Dyan Cannon[38]
- Keith Carradine[45]
- John Cassavetes[38]
- John Cazale
- Julie Christie[43]
- Jill Clayburgh[46]
- Sean Connery[38]
- Bud Cort[47]
- Jamie Lee Curtis[38]
- Beverly D'Angelo[38]
- Robert De Niro[38]
- Bruce Dern[38]
- Danny DeVito[48]
- Michael Douglas[38]
- Brad Dourif[48]
- Richard Dreyfuss[38]
- Faye Dunaway[38]
- Robert Duvall[38]
- Shelley Duvall[38]
- Clint Eastwood[38]
- Peter Falk[49]
- Mia Farrow[38]
- Louise Fletcher[38]
- Jane Fonda[38]
- Peter Fonda[50]
- Harrison Ford[38]
- Jodie Foster[38]
- Teri Garr[38]
- Ben Gazzara[49]
- Richard Gere[51]
- Elliott Gould[38]
- Lee Grant[52]
- Pam Grier[38]
- Charles Grodin[38]
- Gene Hackman[38]
- Goldie Hawn[38]
- Dustin Hoffman[53]
- Glenda Jackson[38]
- Madeline Kahn[54]
- Carol Kane[38]
- Diane Keaton[38]
- Harvey Keitel[38]
- Sally Kellerman[38]
- Margot Kidder[55]
- Kris Kristofferson[43]
- Diane Ladd[56]
- Jessica Lange[57]
- Cloris Leachman[43]
- Paul Newman[42]
- Jack Nicholson[50]
- Warren Oates[42]
- Ryan O'Neal[38]
- Tatum O'Neal[54]
- Peter O'Toole[38]
- Al Pacino[53]
- Sidney Poitier[58]
- Robert Redford[38]
- Vanessa Redgrave[59]
- Burt Reynolds[38]
- Jason Robards[60]
- Gena Rowlands[38]
- Roy Scheider[42]
- George Segal[38]
- Martin Sheen[38]
- Sam Shepard[61]
- Cybill Shepherd[38]
- Tom Skerritt[62]
- Sissy Spacek[38]
- Sylvester Stallone[38]
- Mary Steenburgen[63]
- Meryl Streep[38]
- Barbra Streisand[38]
- Donald Sutherland[38]
- Lily Tomlin[64]
- Rip Torn[65]
- John Travolta[38]
- Jon Voight[53]
- Sigourney Weaver[66]
- Gene Wilder[38]

### Diretores
- Woody Allen[67]
- Robert Altman[53][68]
- Michelangelo Antonioni[69]
- Hal Ashby[70]
- John G. Avildsen[71]
- John Badham[72]
- Ralph Bakshi[73]
- Peter Bogdanovich[53]
- James Bridges[74]
- Mel Brooks[75]
- John Boorman[69]
- James Cameron[76]
- John Carpenter[77]
- John Cassavetes[34]
- Francis Ford Coppola[68]
- Roger Corman[76]
- Joe Dante[76]
- Brian De Palma[69][67]
- Miloš Forman[77]
- Bob Fosse[78]
- William Friedkin[69][67]
- Monte Hellman[47]
- George Roy Hill[72]
- Walter Hill[79]
- Arthur Hiller[80][81][82]
- Tobe Hooper[77]
- Henry Jaglom[56]
- Norman Jewison[83]
- Stanley Kubrick[69]
- George Lucas[69]
- Sidney Lumet[42]
- David Lynch[78]
- Terrence Malick[53][68]
- Elaine May[46]
- Paul Mazursky[84][85]
- John Milius[78]
- Ralph Nelson[43]
- Mike Nichols[69][67]
- Alan J. Pakula[69]
- Sam Peckinpah[69][67]
- Arthur Penn[69][67][13]
- Roman Polanski[50]
- Sydney Pollack[42]
- Bob Rafelson[53]
- George A. Romero[86][87]
- Stuart Rosenberg[42]
- Alan Rudolph[88]
- Richard C. Sarafian[69]
- Franklin J. Schaffner[89]
- Jerry Schatzberg[42]
- John Schlesinger[69]
- Paul Schrader[55]
- Martin Scorsese[68]
- Ridley Scott[77]
- Don Siegel[42]
- Steven Spielberg
- James Toback[90]
- Peter Yates[42]

• Michael Cimino

### Outros
- Dede Allen[91]
- John Alcott[92]
- Nestor Almendros[76]
- John A. Alonzo[76]
- Bill Butler[93]
- William Peter Blatty[94]
- Wendy Carlos[95]
- Michael Chapman[92]
- Paddy Chayefsky[96]
- Pino Donaggio[97]
- Tangerine Dream[98]
- Bob Dylan[99]
- Roger Ebert[100]
- William A. Fraker[101]
- Tak Fujimoto[102]
- Jerry Goldsmith[103]
- Conrad L. Hall[104]
- Quincy Jones[105]
- Pauline Kael[106][49]
- László Kovács[107]
- Ennio Morricone[108]
- Jack Nitzsche[109]
- Mike Oldfield[110]
- Polly Platt[111]
- Owen Roizman[112]
- Andrew Sarris[107]
- Lalo Schifrin[113]
- David Shire[114]
- Gene Siskel[100]
- Vittorio Storaro[115]
- Robert Towne[116]
- Tom Waits[117]
- Haskell Wexler[69]
- John Williams[118]
- Gordon Willis[69]
- Vilmos Zsigmond[119][120]

## Lista de filmes selecionados importantes e notáveis
A seguir está uma lista cronológica de filmes notáveis que geralmente são considerados produções da "Nova Hollywood".
- Mickey One (1965)[121]
- The Chase (1966)[122]
- Who's Afraid of Virginia Woolf? (1966)[123][124]
- Seconds (1966)[125]
- The Shooting (1966)[126]
- Ride in the Whirlwind (1966)[127]
- You're a Big Boy Now (1966)[65]
- In the Heat of the Night (1967)[128]
- Bonnie and Clyde (1967)[129][130]
- The Graduate (1967)[129][131][130]
- In Cold Blood (1967)[132]
- Reflections in a Golden Eye (1967)[133]
- Cool Hand Luke (1967)[134]
- Who's That Knocking at My Door (1967)[135]
- The Dirty Dozen (1967)[136][130]
- Dont Look Back (1967)[130]
- Point Blank (1967)[137]
- The Trip (1967)[121]
- David Holzman's Diary (1967)[138]
- Symbiopsychotaxiplasm: Take One (1968)[139]
- Faces (1968)[140][139]
- The Swimmer (1968)[141]
- Coogan's Bluff (1968)[75]
- Greetings (1968)[142]
- 2001: A Space Odyssey (1968)[143][144]
- Planet of the Apes (1968)[145]
- Petulia (1968)[143]
- Rosemary's Baby (1968)[139]
- The Thomas Crown Affair (1968)[146]
- Bullitt (1968)[147]
- Night of the Living Dead (1968)[148]
- Head (1968)[149][139]
- Downhill Racer (1969)[139]
- Alice's Restaurant (1969)[137]
- Easy Rider (1969)[150][149][139]
- Medium Cool (1969)[150][139]
- Midnight Cowboy (1969)[129]
- Putney Swope (1969) [151]
- The Rain People (1969)[152]
- Goodbye, Columbus (1969)[153]
- Take the Money and Run (1969)[75]
- The Wild Bunch (1969)[123]
- Bob & Carol & Ted & Alice (1969)[123]
- Butch Cassidy and the Sundance Kid (1969)[136][131]
- They Shoot Horses, Don't They? (1969)[152]
- Wanda (1970)[138]
- Husbands (1970)[154]
- The Boys in the Band (1970)[153]
- Alex in Wonderland (1970)[152]
- Catch-22 (1970)[152]
- MASH (1970)[155]
- Love Story (1970)[131]
- Airport (1970)[131]
- The Strawberry Statement (1970)[123]
- Loving (1970)[156]
- The Landlord (1970)[157]
- Five Easy Pieces (1970)[142][149][139]
- Little Big Man (1970)[150]
- Brewster McCloud (1970)[158]
- Joe (1970)[123]
- Patton (1970)[145]
- The Ballad of Cable Hogue (1970)[121]
- Zabriskie Point (1970)[150]
- Gimme Shelter (1970)[138]
- A New Leaf (1971)[159]
- Drive, He Said (1971)[149][139]
- Fiddler on the Roof (1971)[123]
- The Panic in Needle Park (1971)[156]
- Play Misty for Me (1971)[75]
- Klute (1971)[160]
- The Beguiled (1971)[161]
- A Safe Place (1971)[149][139]
- McCabe & Mrs. Miller (1971)[139]
- Carnal Knowledge (1971)[162]
- Such Good Friends (1971)[163]
- Two-Lane Blacktop (1971)[150][32][139]
- The Hospital  (1971)[164]
- The Last Movie (1971)[150]
- The Last Picture Show (1971)[142][149][139]
- The French Connection (1971)[145]
- A Clockwork Orange (1971)[165]
- Dirty Harry (1971)[75]
- Duel (1971)
- Harold and Maude (1971)[166]
- Straw Dogs (1971)[123][139]
- Sweet Sweetback's Baadasssss Song (1971)[150]
- THX 1138 (1971)[167]
- Little Murders (1971)[153]
- The Heartbreak Kid (1972)[168]
- Cabaret (1972)[169]
- Deliverance (1972)[170]
- Tomorrow (1972)[171]
- Pocket Money (1972)[161]
- Bad Company (1972)[171]
- Fat City (1972)[172]
- Fritz the Cat (1972)[123]
- Images (1972)[152]
- The Poseidon Adventure (1972)[131]
- Slaughterhouse-Five (1972)[152]
- The Godfather (1972)[143][131]
- Junior Bonner (1972)[171]
- Boxcar Bertha (1972)[173]
- The King of Marvin Gardens (1972)[142][149]
- What's Up, Doc? (1972)[142]
- Last Tango in Paris (1972)[174]
- Payday (1972)[153]
- Sounder (1972)[175]
- American Graffiti (1973)[131]
- Badlands (1973)[142][139]
- Dillinger (1973)[142]
- The Friends of Eddie Coyle (1973)[176][139]
- The Long Goodbye (1973)[177]
- The Last Detail (1973)[178]
- Mean Streets (1973)[179]
- Paper Moon (1973)[180]
- Charley Varrick (1973)[161]
- The Last American Hero (1973)[161]
- Pat Garrett and Billy the Kid (1973)[181]
- Breezy (1973)[121]
- Blume in Love (1973)[182]
- Serpico (1973)[183]
- Sisters (1973)[142][139]
- Sleeper (1973)[75]
- The Exorcist (1973)[131]
- Scarecrow (1973)[138]
- The Sting (1973)[131]
- Electra Glide in Blue (1973)[161]
- Alice Doesn't Live Here Anymore (1974)[184]
- Thieves Like Us (1974)[185]
- Dark Star (1974)[142]
- California Split (1974)[143][186]
- Chinatown (1974)[187]
- The Conversation (1974)[152]
- The Godfather Part II (1974)[75]
- The Sugarland Express (1974)[187]
- The Parallax View (1974)[152]
- A Woman Under the Influence (1974)[33][139]
- The Taking of Pelham One Two Three (1974)[188]
- The Towering Inferno (1974)[131]
- Blazing Saddles (1974)[75][131]
- Young Frankenstein (1974)[75]
- Hearts and Minds (1974)[138][139]
- The Texas Chainsaw Massacre (1974)[138]
- Death Wish (1974)[138]
- One Flew Over the Cuckoo's Nest (1975)[131]
- Dog Day Afternoon (1975)[189]
- Three Days of the Condor (1975)[190]
- The Eiger Sanction (1975)[75]
- Rafferty and the Gold Dust Twins (1975)[171]
- Jaws (1975)[191][131]
- Nashville (1975)[139]
- Night Moves (1975)[177]
- Shampoo (1975)[192][139]
- The Day of the Locust (1975)[193]
- Barry Lyndon (1975)[194]
- The Wind and the Lion (1975)[142]
- The Killing of a Chinese Bookie (1976)[139]
- Mikey and Nicky (1976)[195]
- All the President's Men (1976)[196]
- Next Stop, Greenwich Village (1976)[163]
- Carrie (1976)[75]
- Obsession (1976)[191]
- The Omen (1976)[197]
- The Outlaw Josey Wales (1976)[75]
- Network (1976)[198]
- Rocky (1976)[131]
- Taxi Driver (1976)[187]
- Annie Hall (1977)[199]
- Close Encounters of the Third Kind (1977)[75]
- Eraserhead (1977)[142]
- The Gauntlet (1977)[75]
- High Anxiety (1977)[75]
- The Late Show (1977)[200]
- Handle with Care (1977)[163]
- Looking for Mr. Goodbar (1977)[201]
- New York, New York (1977)[202]
- Opening Night (1977)[203]
- Saturday Night Fever (1977)[191]
- Sorcerer (1977)[204]
- Star Wars (1977)[75]
- 3 Women (1977)[152][139]
- Blue Collar (1978)[142]
- Coming Home (1978)[205]
- Straight Time (1978)[121]
- Grease (1978)[191]
- Days of Heaven (1978)[142]
- The Deer Hunter (1978)[142]
- F.I.S.T. (1978)[206]
- Interiors (1978)[152]
- Big Wednesday (1978)[207]
- Fingers (1978)[90]
- Invasion of the Body Snatchers (1978)[208]
- National Lampoon's Animal House (1978)[191]
- Halloween (1978)[75]
- Alien (1979)[148]
- All That Jazz (1979)[209]
- ...And Justice for All (1979)[210]
- Apocalypse Now (1979)[187]
- Being There (1979)[211][139]
- Kramer vs. Kramer (1979)[212]
- Manhattan (1979)[213]
- Wise Blood (1979)[214]
- Melvin and Howard (1980)[142]
- The Shining (1980)[75]
- Bronco Billy (1980)[75]
- Raging Bull (1980)[215]
- Cruising (1980)[216]
- Dressed to Kill (1980)[191]
- Airplane! (1980)[75]
- Stardust Memories (1980)[217]
- Heaven's Gate (1980)[218]
- History of the World, Part I (1981)[75]
- Blow Out (1981)[219]
- Raiders of the Lost Ark (1981)[220]
- Reds (1981)[192]
- Blade Runner (1982)[221]
- E.T. the Extra-Terrestrial (1982)[220]
- One from the Heart (1982)[222][223]
- The King of Comedy (1982)[224]